# L.M.
L.M. war ein französischer Hersteller von Automobilen.

## Unternehmensgeschichte
Die beiden Amerikaner Charles M. Lawrence und Andrew Moulton, die bereits von 1906 bis 1907 in Brooklyn bei der Breese, Lawrence, Moulton Motor Car and Equipment Company Automobile herstellten, gründeten 1913 ein neues Unternehmen in Paris zur Produktion von Automobilen. Der Markenname lautete L.M. Im gleichen Jahr endete die Produktion. Insgesamt entstanden zwei Fahrzeuge.

## Fahrzeuge
Für den Antrieb der Fahrzeuge sorgte ein selbst entwickelter Vierzylindermotor mit OHV-Ventilsteuerung. Die Höchstgeschwindigkeit sowie die Beschleunigung sollen sehr gut gewesen sein. Der Neupreis betrug 30.000 US-Dollar.